# Хоакін Пікерес
Хоакін Пікерес Морейра (ісп. Joaquín Piquerez Moreira; нар. 24 серпня 1998, Монтевідео) — уругвайський футболіст, лівий захисник та півзахисник клубу «Палмейрас» та збірної Уругваю.

## Біографія

### Клубна кар'єра
Вихованець клубу «Дефенсор Спортінг». 19 березня 2017 року в матчі проти столичного «Рівер Плейта» він дебютував в уругвайській Прімері. У середині 2019 року Пікерес перейшов у «Рівер Плейт». 14 липня в матчі проти «Прогресо» він дебютував за новий клуб. 17 серпня в поєдинку проти столичного «Насьйоналя» Хоакін забив свій перший гол за «Рівер Плейт».
На початку 2020 року Пікерес перейшов у «Пеньяроль». 23 лютого в матчі проти «Дефенсор Спортінга» він дебютував за новий клуб .
31 липня 2021 року перейшов у бразильський «Палмейрас», підписавши угоду до кінця 2025 року. На позиції лівого флангового захисника він замінив співвітчизника Матіаса Вінью, який перейшов до італійської «Роми». Пікерес зіграв чотири матчі в Кубку Лібертадорес 2021, у тому числі у переможному фіналі проти «Фламенго». Цей результат дозволив команді поїхати на клубний чемпіонат світу 2021 року в ОАЕ, де бразильці стали фіналістами турніру.

### Міжнародна кар'єра
На початку 2015 року Пікерес у складі юнацької збірної Уругваю взяв участь у юнацькому чемпіонаті Південної Америки у Парагваї. На турнірі він зіграв у 5 матчах і посів з командою 5 місце.
У 2019 році у складі олімпійської збірної Уругваю Пікерес взяв участь у Панамериканських іграх у Перу. На турнірі він зіграв у 4 матчах і посів з командою 4 місце, а наступного року у її складі взяв участь у Передолімпійському турнірі, де уругвайці стали третіми і не змогли кваліфікуватись на Олімпіаду.
3 вересня 2021 року Хоакін Пікерес дебютував у національній збірній Уругваю . Він вийшов на заміну замість Матіаса Віньї на 71 хвилині гостьового матчу відбіркового турніру до чемпіонату світу 2022 року проти збірної Перу (4:2).

## Титули та досягнення
- Віце-чемпіон Уругваю (1): 2017
- Володар Кубка Лібертадорес (1): 2021
- Володар Рекопи Південної Америки (1): 2022
- Переможець Ліги Пауліста (1): 2022
- Володар Суперкубка Бразилії (1): 2023